# Nikki (stad)
Nikki is een van de 77 gemeenten (communes) in Benin. De gemeente ligt in het departement Borgou en telde in 2013 een bevolking van 151.232. De gemeente heeft een oppervlakte van 3.171 km² en is opgedeeld in zeven arrondissementen:
- Biro
- Gnonkourakali
- Nikki
- Ouénou
- Sérékalé
- Suya
- Tasso

Nikki grenst in het oosten aan Nigeria.

## Geschiedenis
In de 16e eeuw werd het koninkrijk Nikki gesticht door binnenvallende Baatombu (Bariba) onder leiding van Sunon Séro. Zijn kleinzoon Séro Sykia zou de stad Nikki hebben gesticht. Dit werd de hoofdstad van het koninkrijk. In 1831 vielen Fulbe het verzwakte koninkrijk binnen en doodden de koning Séro Kpéra. Daarna was gedaan met de macht van de koningen van Nikki, die enkel nog een ceremoniële functie hebben. Eind 19e eeuw moest de koning van Nikki het Franse protectoraat over zijn gebied aanvaarden.

## Economie
Er zijn wegverbindingen met Parakou (RNIE6), Segbana en N'Dali (RN6). De landbouw is de voornaamste economische activiteit. Er wordt onder andere katoen en yams geteeld. Het toerisme wordt gepromoot. De stad bezit verschillende paleizen en ook een museum. Jaarlijks wordt het tweedaags Gaani-festival gevierd, met dansers en ruiters. Het is het belangrijkste culturele festival van de Baatombu.

## Bevolking
Nikki kent een sterke bevolkingsgroei: van 34.278 in 1979, over 66.164 in 1992 en 99.251 inwoners in 2002 tot 151.232 in 2013.
De grootste bevolkingsgroep zijn de Baatombu. Verder zijn er grote groepen Hausa en Fon.
Opm: Bevolkingscijfers in duizendtallen
Bron: NIKKI Commune in Benin; 1979-2013: volkstellingen
Bron: Institut National de la Statistique Benin; 2013: volkstelling

## Afbeeldingen

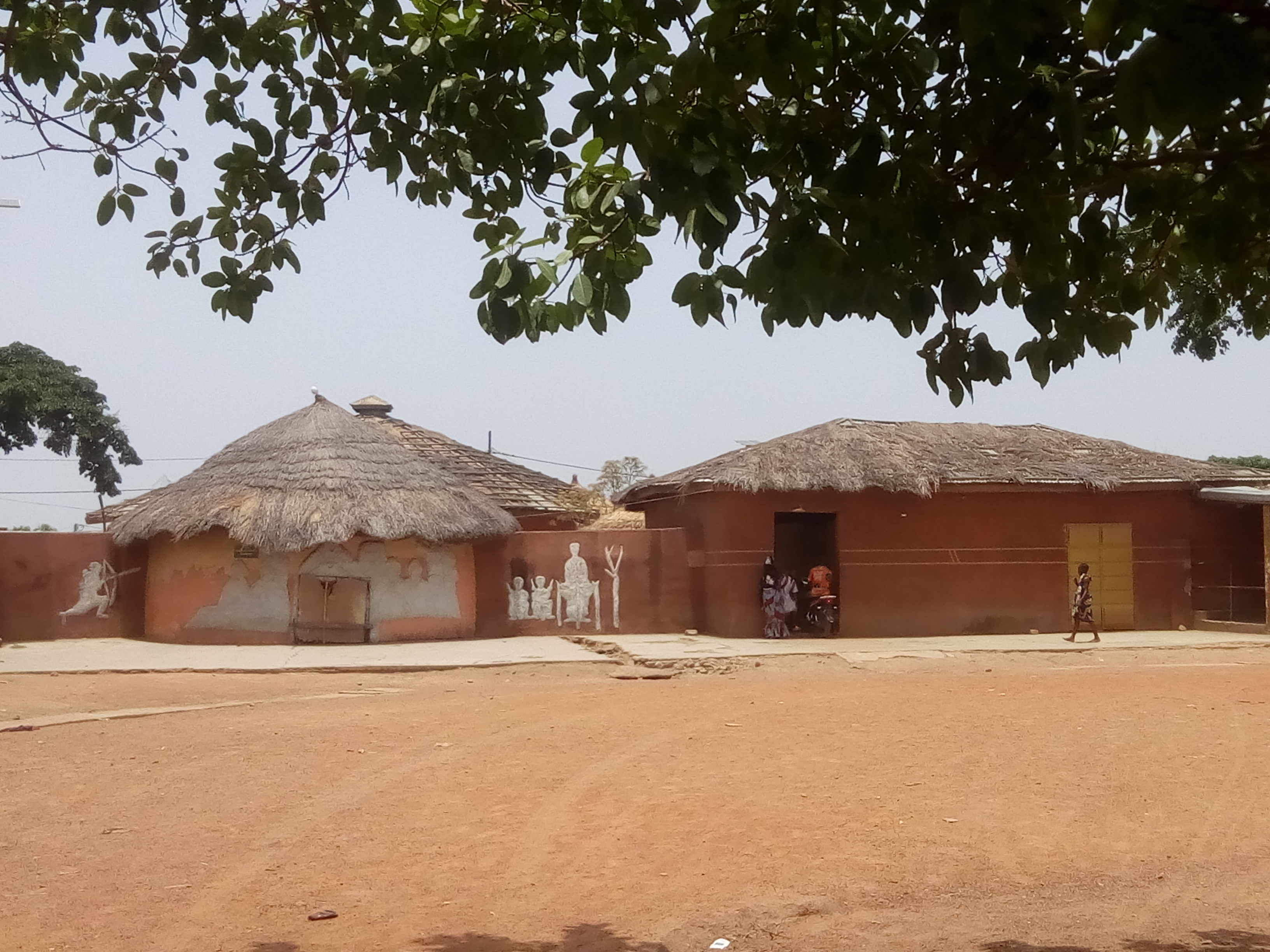
Paleis van de koning van Nikki
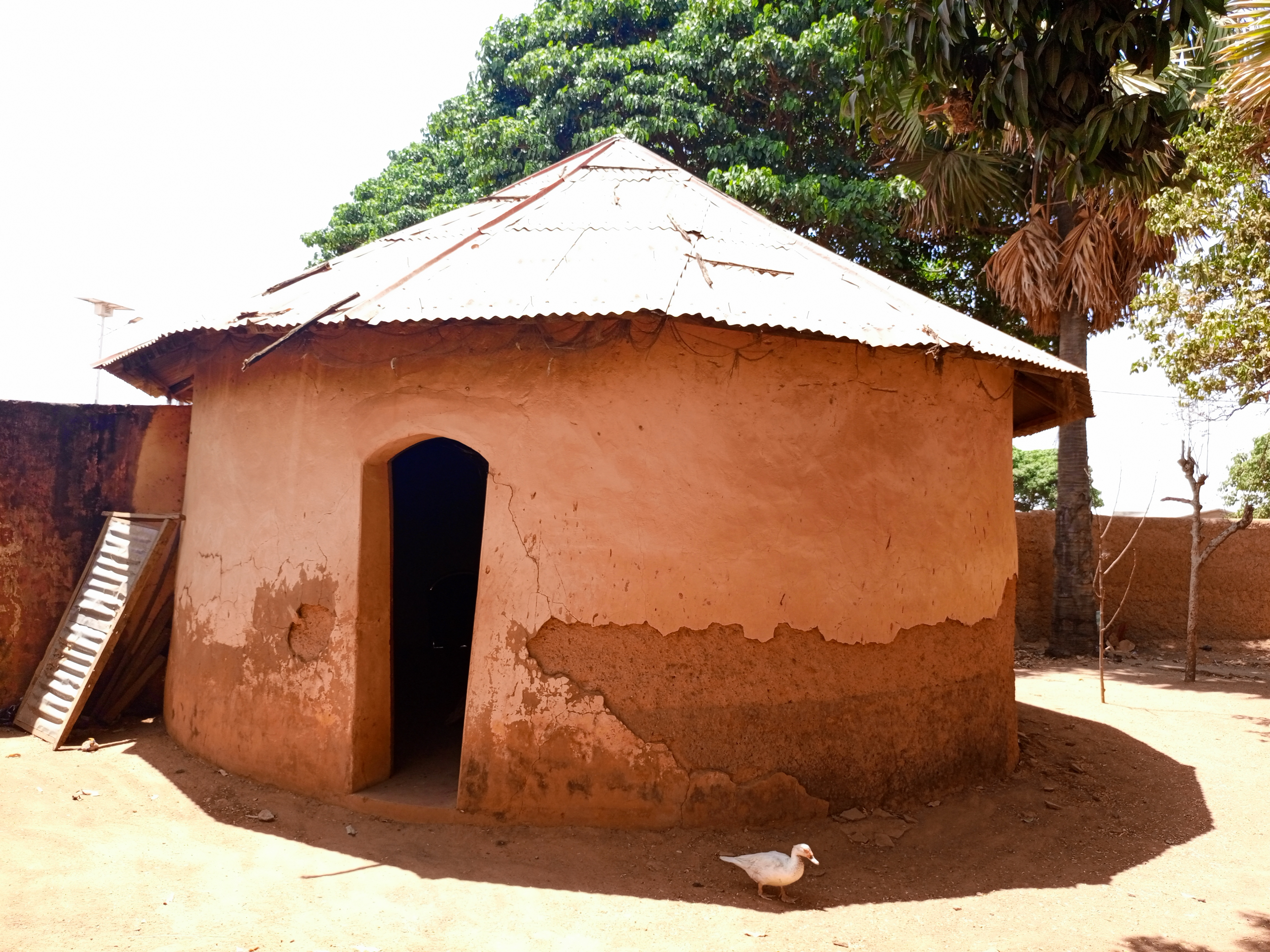
Gebouw in het koninklijk museum
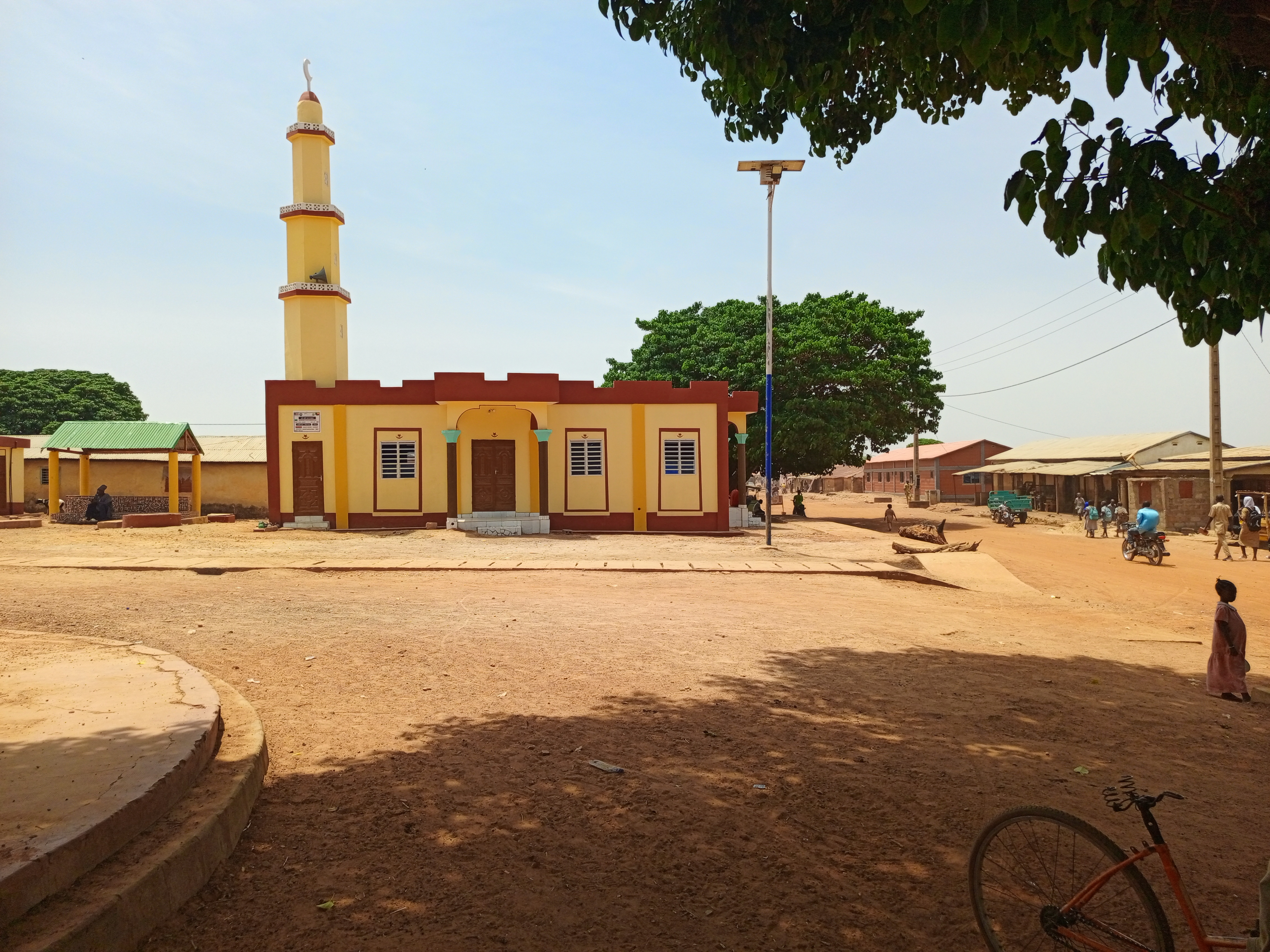
Moskee bij het koninklijk museum
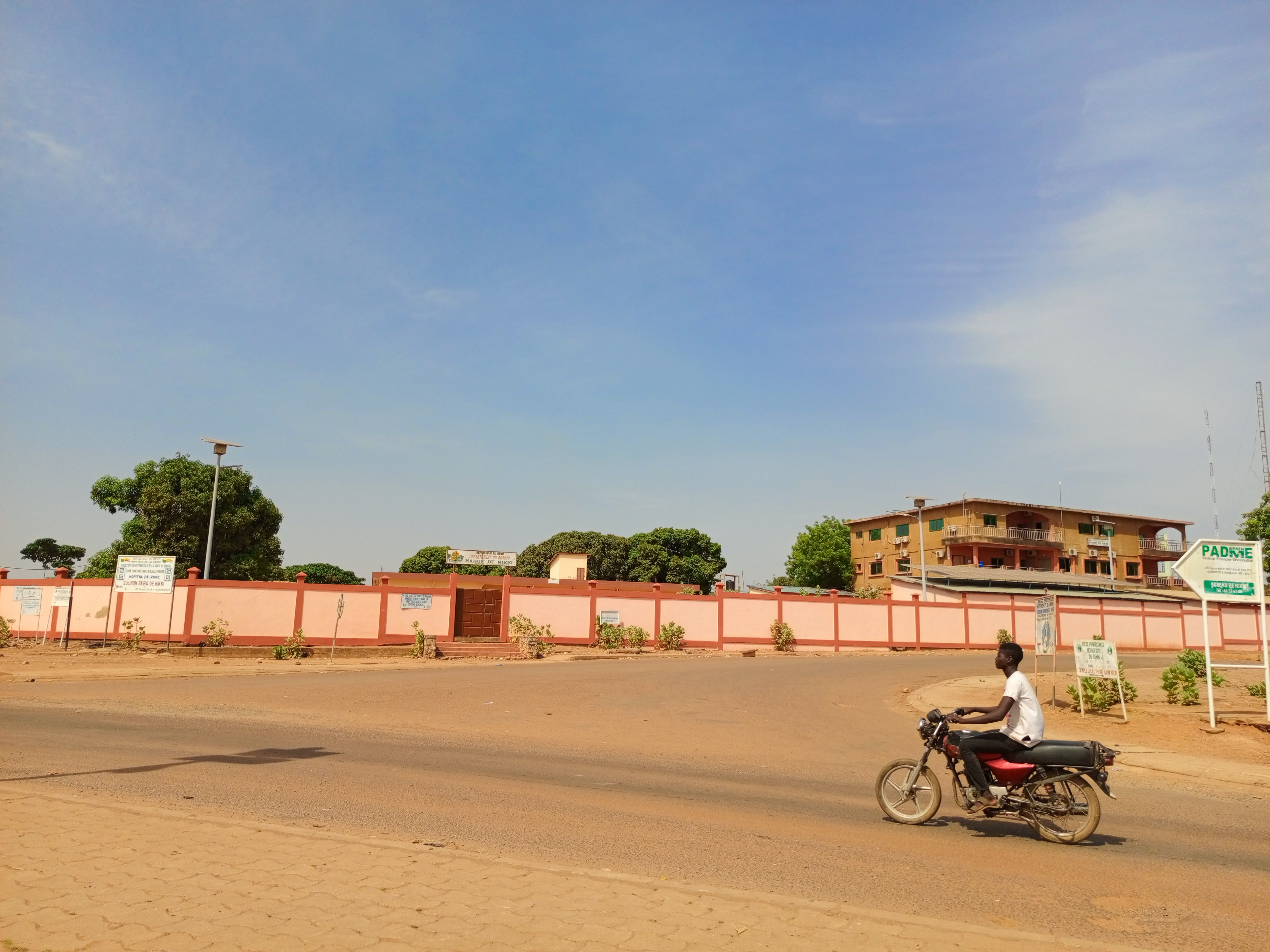
Gemeentehuis